# Борцы (скульптура)
«Борцы» («Борцы Уффици», «Панкратионисты») — древнеримская мраморная скульптура, изображающая схватку двух обнажённых борцов-панкратионистов. Она была выполнена в I веке н. э. по утраченному греческому оригиналу III века до н. э., приписываемому Лисиппу. Обнаруженная в 1583 году, скульптура хранится в музее Уффици. Она пользовалась большой популярностью, с неё делались многочисленные копии.

## Описание
Скульптура изображает древнегреческий вид борьбы — панкратион. Двое обнажённых мускулистых мужчин в расцвете лет сошлись в схватке. Скульптором тщательно проработана анатомия и пропорции борцов, благодаря чему достигается высокая реалистичность композиции. Автором показана реальная техника боя. Изображенный баланс фигур таков, что невозможно предсказать исход схватки. Один борец наваливается на другого. Нижний упал на колени, сильно придавленный противником к земле, правым плечом он касается правого колена, подогнутой левой рукой он опирается на землю, его выпрямленная правая рука заведена вверх и сзади его соперником, который сидит наездником на его пояснице, наклоняясь вперёд, упираясь и давя вниз левым плечом в правую лопатку противника, выворачивая левой же рукой руку противника, держа её за запястье. Правая рука верхнего в замахе отведена назад и согнута, кисть сомкнута в кулак, левая нога пытается захватить левую ногу нижнего. Слегка задранная голова верхнего смотрит вниз на соперника, лицо нижнего повернуто влево.
Исследователи отмечают контраст напряжения и энергичности агрессивного боя с совершенно спокойным выражением лица у соперников, не теряющих самообладания. Показанное динамичное переплетение сильных обнажённых тел вызывает у зрителя восхищение. При этом некоторые исследователи отмечают в статуе эротическую напряжённость.

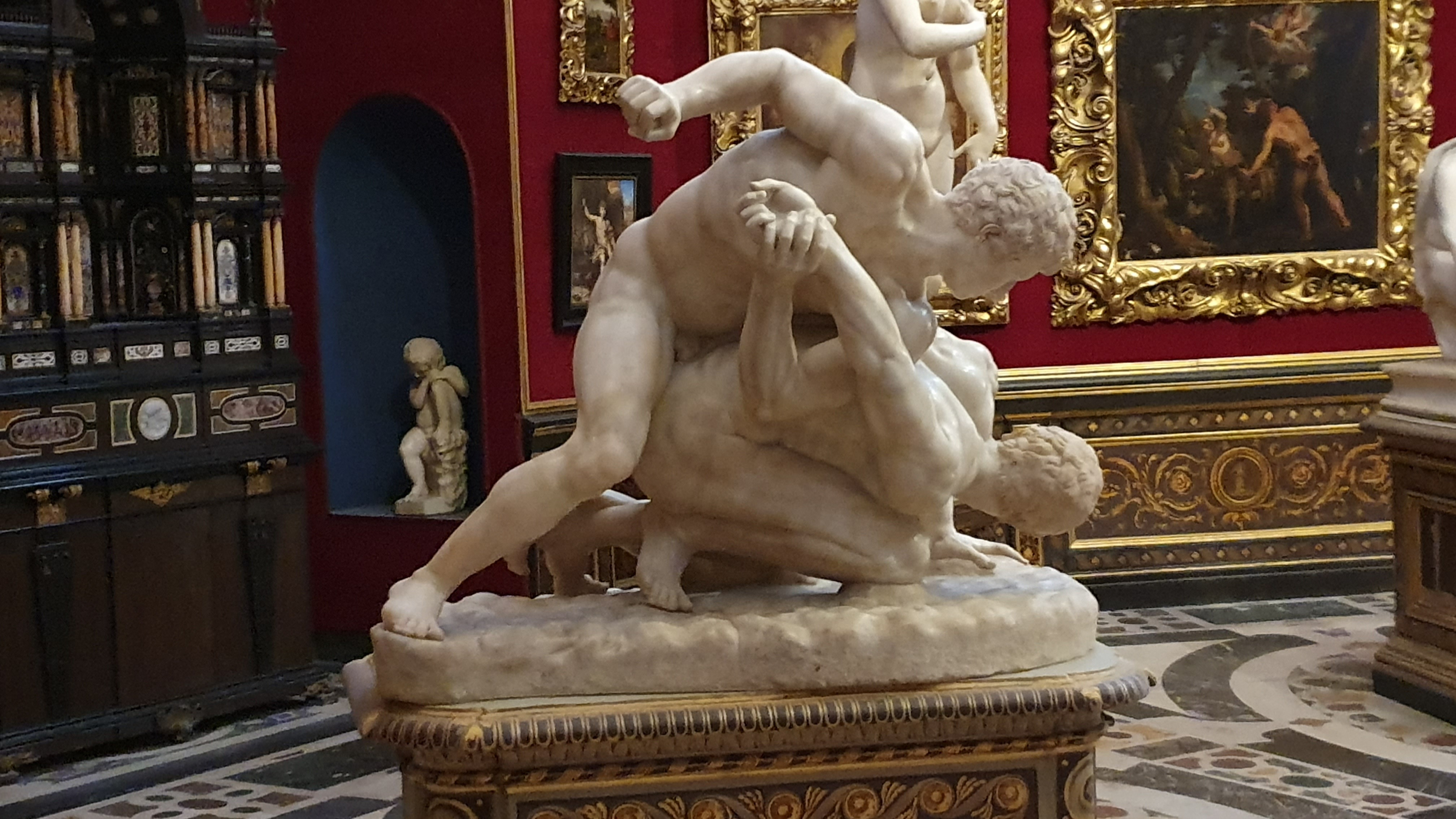
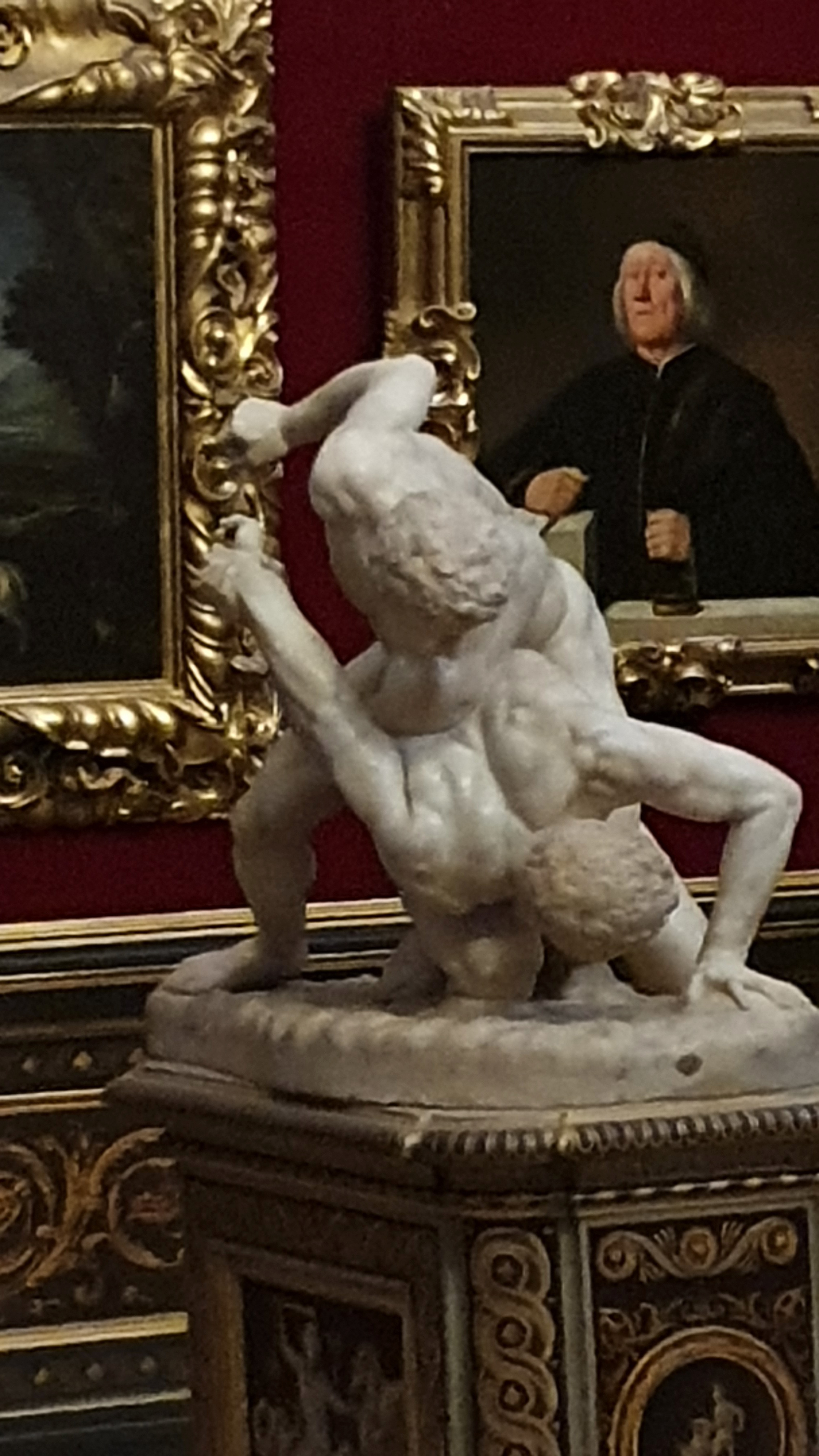
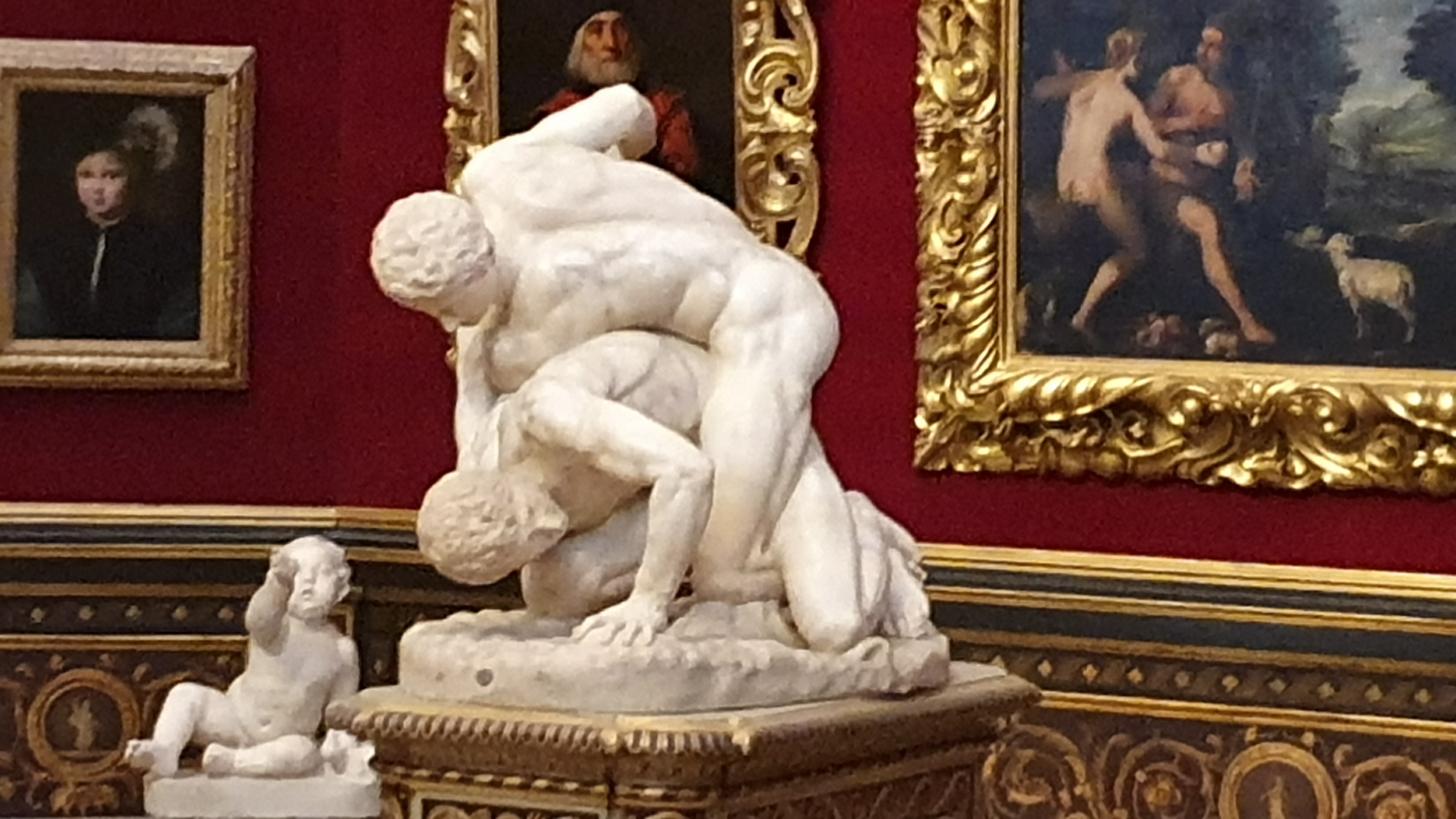

## История

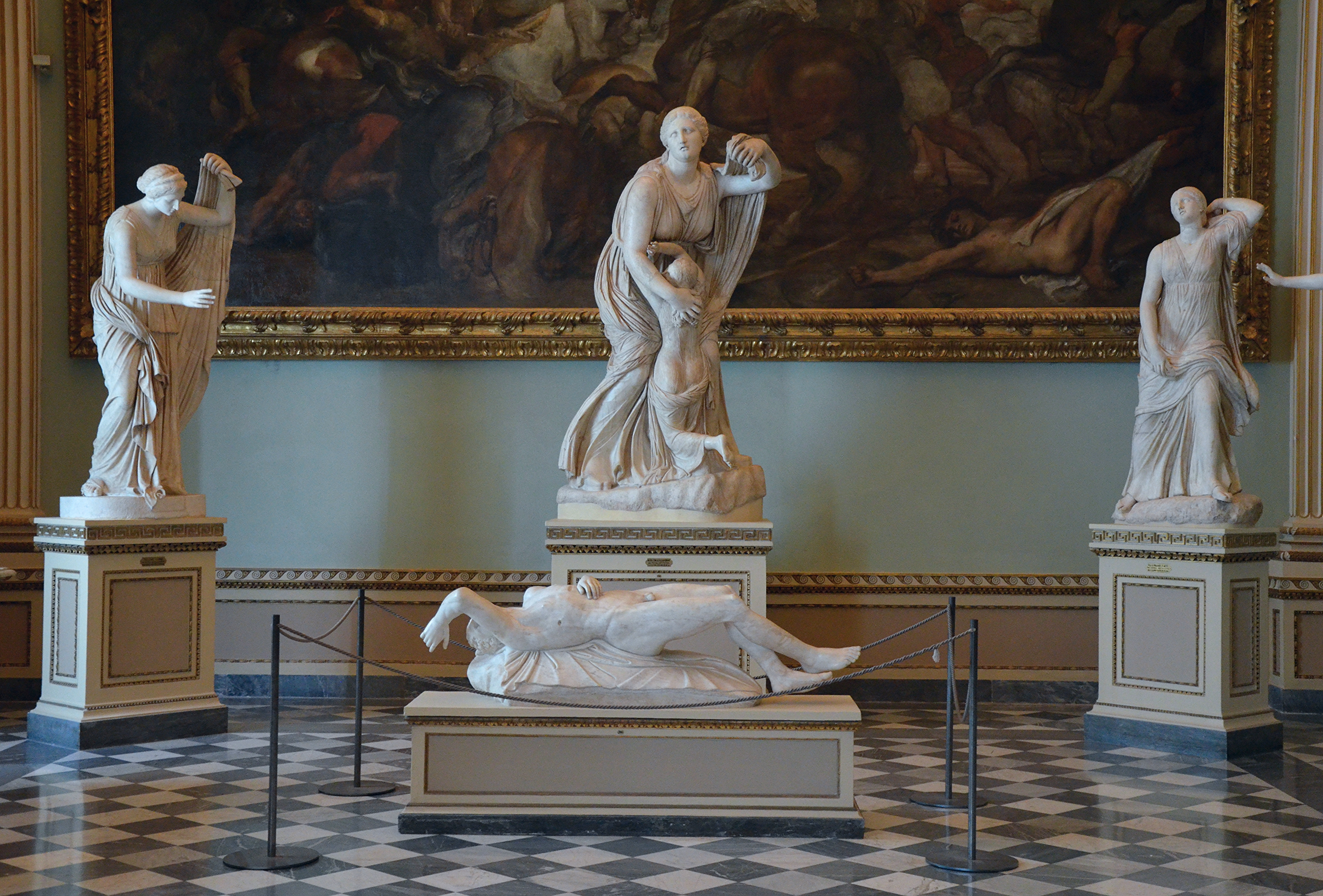
«Группа Ниобидов». Уфицци

Скульптура была выполнена из паросского мрамора в I веке нашей эры неизвестным древнеримским художником. Она является римской копией утерянного древнегреческого бронзового оригинала III века до нашей эры. Скульптуру первоначально приписывали Мирону, Кефисодоту и Гелиодору, двое последних упоминались Плинием как создатели статуй «переплетённых фигур». Современные исследователи считают автором первоисточника группы Лисиппа, либо его последователя, или скульптора Пергамской школы.
Скульптура была обнаружена весной 1583 года на винограднике семьи Томмазини, недалеко от ворот Сан-Джованни в Риме. Вместе с ней была раскопана так называемая «группа Ниобидов». Первоначально ошибочно считалась, что они составляют единую композицию. На этом месте близ Эсквилина в античные времена располагались роскошные Сады Ламиани, принадлежавшие римскому консулу Луцию Элию Ламии. Позднее здесь же были обнаружены такие шедевры римского искусства, как Дискобол и Венера Эсквилинская.
Обнаружение скульптуры вызвало сенсацию, поскольку в то время находка большой сохранной античной композиции была редкостью. Группу приобрела семья Варезе. Скульптор и реставратор Валерио Чьоли написал великом герцогу Тосканы Франческо I о находке с предложением выкупить скульптуру. Летом того же года группу борцов приобрёл брат герцога кардинал Фердинандо Медичи для знаменитого собрания древностей на вилле Медичи. Головы обоих борцов были утрачены, но по заказу Медичи их восстановили — сначала у нижнего борца (чужеродным античным фрагментом), потом у верхнего (полностью выполнена реставратором). В 1677 году скульптура была перевезена во Флоренцию, где была проведена реставрация правой руки верхнего бойца. Ныне группа экспонируется в музее Уффици в зале Трибуна.

## Реплики
Скульптура «Борцов» уникальна. Иных дошедших до нас её образцов не существует. В европейском искусстве группа «Борцов» неоднократно воспроизводилась из бронзы, мрамора, фарфора и гипса. Особенно в XVIII веке. Она широко тиражировалась, в частности, французской мастерской Фердинанда Барбедьенна.
В 1684–1688 годах парижский скульптор Филипп Манье выполнил мраморную копию для садов Версаля. Затем в 1689 году она была перемещена в парк Марли. С 1797 по 1865 год скульптура экспонировалась в саду Тюильри. В 1903 году она была передана музею Национальной школы текстильного искусства и промышленности в Рубе. С 1999 года обветренная скульптура хранится в Лувре в Париже. В конце XVIII века была выполнена гипсовая копия для Королевской академии художеств в Лондоне.
Мраморная копия, созданная в конце XVIII — начале XIX века Паоло Трискорни для Н. Б. Юсупова, выставлена в Античном зале Юсуповского двореца на Мойке в Санкт-Петербурге. Гипсовый слепок, выполненный в XIX веке для цветаевской коллекции, хранится в Учебном художественном музее имени Ивана Цветаева в Москве, такая же реплика есть и в Музее Российской академии художеств в Санкт-Петербурге.
Скульптура изображена на картине Иоганна Цоффаниа «Трибуна Уффици», написанной в 1772–1778 годах. В ней демонстрируются наиболее важные произведения коллекции Медичи в сочетании с групповым портретом современников художника. Примечательно, что среди прочих на ней изображен художник Томас Патч, который держит за угол полотно «Венера Урбинская», однако левой рукой указывает на скульптуру «Борцов», что рассматривается исследователями как указание на его гомосексуальность. «Борцы» произвели большое впечатление на писателя-гея Чарльза Уоррена Стоддарда во время его посещения Италии. Искусствоведы также проводят параллель между этой скульптурой и гомоэротической картиной Фрэнсиса Бэкона «Две фигуры» 1953 года. Петербургский художник Григорий Гурьянов очень любил статую «Борцов» и сделал серию картин с их цитированием. Исследователи указывают, что сюжет борьбы часто служил социально-приемлемым способом изображения художниками однополой чувственности.
|                                                                   |                                                      |                                                          |                                       |                                                            |
| «Трибуна Уффици», 1772–1778 гг. Иоганн Цоффани. Виндзорский замок | Обветренная копия (1684–1688 гг.) Филипп Манье. Лувр | Копия Трискорни. Античный зал Юсуповский дворец на Мойке | Рельеф борцов. Бранденбургские ворота | Бронзовая копия (1730) Андрис Карпентьер Боро-оф-Харрогейт |